# Pikku Juurikkajärvi
Pikku Juurikkajärvi och Iso Juurikkajärvi, eller Juurikkajärvet är sjöar i Finland. De ligger i kommunen Pudasjärvi i landskapet Norra Österbotten, i den centrala delen av landet, 600 km norr om huvudstaden Helsingfors. Pikku Juurikkajärvi ligger 122 meter över havet. Arean är 23,7 hektar och strandlinjen är 2,26 kilometer lång. Sjön  ingår i Kiminge älvs huvudavrinningsområde. 